# Théâtre académique de la jeunesse de Russie
Le théâtre académique de la jeunesse de Russie (en russe : Российский академический молодёжный театр) est un théâtre fondé en 1921 à Moscou (Russie). Du temps de l'URSS, il reçoit l'ordre de Lénine et le prix du Komsomol.

## Situation
Le théâtre se trouve au no 2, place Teatralnaïa (en russe : Театральная площадь) dans l'arrondissement Tverskoï, situé à l'ouest du District administratif central de la capitale. L'endroit est accessible depuis les stations de métro Okhotny Riad de la ligne Sokolnitcheskaïa et Teatralnaïa de la ligne Zamoskvoretskaïa.

## Historique

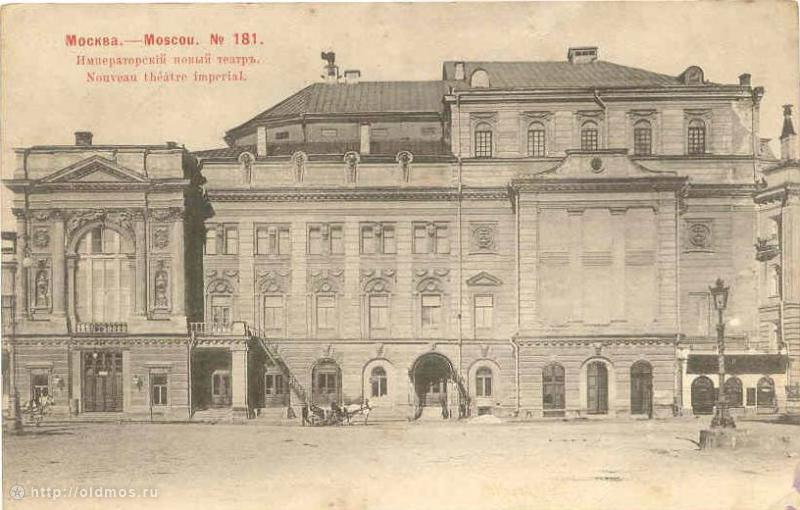
Bâtiment du théâtre en 1901, (carte postale)

L'ancien immeuble de rapport construit sous la direction de Joseph Ivanovitch Bové d'après le projet d'architecte Alexandre Elkinski (ru) en 1821, pour le gouverneur de Iaroslavl (1830-1842), général-lieutenant de l'armée impériale Constantin Poltoratski (ru), est racheté en 1840 par le marchand Bronnikov qui le loue au groupe artistique de Moscou à partir de 1869. Au sein du groupe artistique, existe le théâtre amateur dirigé par Nikolaï Eustafievitch Vilde (1832-1896).
En 1882, le bâtiment est loué à l'artiste du théâtre Maly Mikhaïl Lentovski, qui entreprend sa reconstruction. L'architecte Bernhard Freundenberg (ru) y édifie le troisième étage et agrandit la salle de spectacle à 1 500 places.
En 1886, l'ensemble est acheté par l'entrepreneur Pavel Grigorievitch Chelapoutine (1848-1914), l'un des fondateurs de la manufacture de Balachikha, anobli en 1911. L'enseigne est ainsi connue à cette époque sous le nom de Théâtre Chelapoutinski. La salle de spectacle est louée par la troupe du Nouveau théâtre impérial de 1898 à 1907. Les représentations d'Opéra de Sergueï Zimine (ru) s'y déroulent également au début du XXe siècle. En 1909, on y installe le théâtre Nezlobine, appelé du nom de son directeur, l'artiste Constantin Nikolaïevitch Nezlobine.
Après la révolution, le théâtre est réorganisé en une confrérie d'acteurs. Le bâtiment est attribué à la troupe du second théâtre d'art de Moscou, dirigé jusqu'en 1928 par Michael Tchekhov, puis, par Ivan Bersenev (ru). Le second théâtre d'art sera fermé en 1936.
Pendant ce temps, Natalia Saz est nommée à la tête du Théâtre pour enfants de Moscou fondé en 1920 qui occupe l'ancien bâtiment de cinéma Ars au no 61, rue Tverskaïa. La troupe déménage au no 2, place Teatralnaïa peu après la fermeture du second théâtre d'art. Le théâtre est renommé à l'occasion en Théâtre Central pour enfants et sera ainsi connu du public soviétique. Natalia Saz restera au poste de directeur artistique jusqu'en 1937, date où elle est condamnée au Goulag, et sera remplacée par le professeur d'art dramatique de l'Académie russe des arts du théâtre Vladimir Fiodorovitch Doudine qui dirigera le théâtre jusqu'en 1943.

## Directeurs artistiques
- Natalia Saz : 1920-1937
- Vladimir Fiodorovitch Doudine : 1937-1943
- Leonid Volkov : 1943-1948
- Olga Pyjova : 1948-1950
- Maria Knebel : 1955-1960